# Laurent Le Doyen
Laurent Le Doyen est un acteur, metteur en scène et réalisateur français. Il est né le 16 novembre 1964 ou le 30 juillet 1964 à Saint-Denis.
Il se révèlera au grand public dans la série télévisée Le Gerfaut.

## Filmographie

### Cinéma
- 1989 : La Nuit du sérail (The Favorite) de Jack Smight
- 1992 : Vincennes Neuilly de Pierre Dupouey
- 1998 : Heurts divers de Éric Rohmer
- 2000 : William sort de prison de Éric Bitoun
- 2001 : L'Anglaise et le duc de Éric Rohmer
- 2001 : Malraux, tu m'étonnes ! de Michèle Rosier
- 2004 : Triple agent de Éric Rohmer
- 2005 : Mystification ou l'histoire des portraits de Sandrine Rinaldi
- 2005 : Le Marin acéphale de Lorenzio Reccio
- 2007 : Cap Nord de Sandrine Rinaldi
- 2013 : Hôtel Normandy de Charles Nemes

### Télévision

#### Téléfilms
- 1985 : L'Atelier réalisé par André Téchiné
- 1991 : Safari
- 1995 : Une femme dans mon cœur
- 1996 : Red Shoe Diaries 13
- 1997 : Salut l'angoisse
- 2003 : Capitaine Lawrence
- 2010 : Le Jeu de la mort : documentaire

#### Séries télévisées
- 1987 : Le Gerfaut
- 1988 : Le Cambriolage
- 1989 : Les Jupons de la révolution : Marie Antoinette, reine d'un seul amour dans le rôle de Axel de Fersen
- 1994 : Red Shoe Diaries : The Psychiatrist
- 1994 : Extrême Limite : La voie du septième ciel (saison 1, épisode 22) dans le rôle de Pierre
- 1994 : Julie Lescaut épisode 2, saison 3 : Rapt, d'Élisabeth Rappeneau — journaliste
- 1995 : Quatre pour un loyer
- 1997 : Sous le soleil : L'ami de mon amie  (saison 2, épisode 5) dans le rôle de Thierry Adam
- 1998 : Une femme d'honneur :  Brûlé vif
- 2004 : Maigret : Maigret chez le docteur
- 2005 : Faites comme chez vous !
  - Carton rose… Stéphane
  - Le loto, la truffe et le truand
  - Petite soirée entre ennemis
  - Douche froide
  - La bague au doigt
  - Les nouveaux voisins
  - Va y'avoir du sport !
- 2007 : Joséphine, ange gardien : Le secret des Templiers
- 2012 : Fais pas ci, fais pas ça (saison 5)
- 2015 : Section de recherches (saison 9) : La Nuit Des Étoiles

#### Série télévisée d'animation
- Witch Hunter Robin : Hattori